# Emmascarament visual
L'emmascarament visual ocorre quan la percepció d'un dels estímuls, anomenat l'objectiu, és afectat per la presència d'altres estímuls, anomenats màscara.
Respecte el temps, trobem tres tipus diferents d'emmascarament: proactiu, retroactiu i simultani. Aquests corresponen a efectes en els quals la màscara precedeix l'objectiu, continua amb la desaparició d'aquest, o apareix al mateix moment que ell, respectivament.
En el domini espacial, hi ha dos tipus diferents d'emmascarament: emmascarament per patró i metacontrast. L'emmascarament per patró ocorre quan l'objectiu i la màscara es troben en el mateix lloc dins la retina, i metacontrast quan la màscara no se superposa amb la localització de l'objectiu.

## Factors que afecten l'emmascarament visual

### Separació espacial objectiu-màscara
La supressió pot ser vista tant en l'emmascarament projectiu com en el retroactiu quan hi ha un emmascarament per patró, però no quan hi ha metacontrast. L'emmascarament simultani, de totes maneres, produirà facilitació de la visibilitat de l'objectiu durant l'emmascarament per patró. Això també passa quan el metacontrast és combinat amb l'emmascarament simultani o projectiu. Això passa perquè la màscara necessita temps per trobar la localització de l'objectiu a través de la propagació lateral. A mesura que l'objectiu s'allunya de la màscara, el temps requerit per la propagació lateral s'incrementa. Així, l'efecte d'emmascarament augmentarà a mesura que la màscara s'aproxima a l'objectiu.

### Separació temporal objectiu-màscara
A mesura que augmenta la diferència de temps entre l'objectiu i la màscara, l'efecte d'emmascarament disminueix. Això passa perquè el temps d'integració de l'estímul de l'objectiu té un límit de 200 ms, basat en experiments psicològics, i a mesura que la separació s'aproxima a aquest límit, la màscara és capaç de produir menys efecte en l'objectiu, ja que l'objectiu ha tingut més temps per formar una representació neuronal completa en el cervell. Polat, Sterkin i Yehezkel van entrar en gran detall explicant l'efecte de la combinació temporal entre l'entrada de l'objectiu i la propagació lateral de la màscara. Basat en dades d'enregistraments previs, van concloure que el període per qualsevol tipus d'interacció eficient amb processament de l'objectiu oscil·la entre 210 i 310 ms després de l'aparició de l'objectiu. Qualsevol xifra per fora d'aquest interval no produiria cap tipus d'efecte d'emmascarament. Això explica per què esdevé un efecte d'emmascarament quan la màscara es presenta 50 ms després de l'objectiu, però no quan l'interval entre els estímuls de la màscara i l'objectiu és al voltant de 150 ms. En el primer cas, la resposta de l'objectiu es propagaria cap a la localització de l'objectiu i seria processada en un interval de 260 a 310 ms, mentre que en el de 150 resultaria en un interval de 410 a 460 ms.

### Emmascarament visual monòptic vs. dicòptic
En l'emmascarament visual dicòptic, l'objectiu és presentat en un ull i la màscara a l'altre, mentre que en l'emmascarament visual monòptic, els dos ulls contenen l'objectiu i la màscara. Es va descobrir que l'efecte de l'emmascarament era igual de potent tant en l'emmascarament dicòptic com en el monòptic, i que mostraven el mateix ritme i característiques.

## Possibles relacions neuronals
Hi ha múltiples teories sobre les relacions neuronals de l'emmascarament, però la majoria d'elles coincideixen en algunes idees clau. Primer, l'emmascarament visual retroactiu de la supressió de la “post-secreció” de l'objectiu, la qual es pot considerar una resposta neuronal al final de l'objectiu. L'emmascarament projectiu, per altra banda, està relacionat amb la supressió de la reacció inicial de l'objectiu, la qual es pot considerar una resposta neuronal a l'aparició de l'objectiu.

### Model de dos canals
Proposat per Breitmeyer i Ganz l'any 1976, la versió original d'aquest model citava que hi ha dos canals d'informació visual diferents: un ràpid i transitori, i l'altre lent i sostingut. La teoria explica que cada estímul viatja cap al seu canal corresponent, i ambdós canals són necessaris per un processament complet de qualsevol dels estímuls. Explicava l'emmascarament retroactiu dient que la representació neuronal de la màscara viatja cap al canal transitori i intercepta la representació neuronal de l'objectiu a mesura que s'aproximava al canal lent, suprimint així la representació de l'objectiu i disminuint la seva visibilitat. Un problema que presenta aquest model, tal com van proposar Macknik i Martinez-Conde, és que prediu que l'emmascarament ocorri com una funció sobre com de distant, temporalment, es troba l'estímul inicial. De totes maneres, Macknik i Martinez-Conde van ensenyar que l'emmascarament retroactiu és, de fet, més dependent de com de lluny es troba l'estímul final.